# Comissário Joca
O Comissário Joca (no original Detective Casey) é um personagem da Disney, um detetive que trabalha para o Coronel Cintra na polícia de Patópolis. Criado por Floyd Gottfredson em 1938. Em certos casos mais complexos, o Coronel recruta Mickey para assumir o caso ou auxiliar Joca.

## Primeira aparição
Sua primeira história foi "The Plumber's Helper", publicada em 2 de julho de 1938, nos EUA, ainda inédita no Brasil.
A primeira história criada no Brasil (são apenas 4) foi "As Sete Manchas", publicada na revista "Almanaque Disney" 41, de outubro de 1974.. Esta história foi desenhada pelo mestre Ivan Saidenberg.